# Parerupa distictalis
Parerupa distictalis là một loài bướm đêm trong họ Crambidae.